# Рулофарендсвен
Рулофарендсвен (нід. Roelofarendsveen, розм. De Veen) — село в муніципалітеті Каг-ен-Брассем, у нідерландській провінції Південна Голландія. Адміністративний центр і найбільший населений пункт муніципалітету.

## Історія
Село Рулофарендсвен виникло після XIV століття. Це було класичне фермерське поселення, у XVIII столітті звідси щоденно відпливало до Амстердама по три човни із овочами. Пізніше розвинулося квітникарство, зокрема, вирощування тюльпанів.
У 1749 році тут було 110 будинків.
До 1 січня 2009 року Рулофарендсвен підпорядковувався муніципалітету Алкемаде.

## Розташування і транспорт
Рулофарендсвен розташований близько 10 км на схід від Лейдена, на західному березі озера Брассемермер. З північного сходу межує із селом Ауде-Ветерінг. З заходу село оминає автострада А44 (Амстердам — Лейден — Гаага) та лінія швидкісної залізниці HSL, за автострадою лежить село Ньїве-Ветерінг.
У 1912–1935 роках через село пролягала залізнична лінія Хофдорп — Лейден, 3 серпня 1912 року в Рулофарендсвені відкрили однойменну станцію. З 1936 року лінія не функціює.
По території села пролягають наступні міжміські автобусні маршрути:
- № 56 (в один бік — на Лейден, Лейдердорп, Ауд-Аде, Рейпветерінг, Ньїве-Ветерінг, в інший — на Ауде-Ветерінг, Леймейдербрюг, Леймейден)[3].
- № 365 (в один бік — на Лейден і Лейдердорп, в інший — на Ауде-Ветерінг, Леймейдербрюг, Хофдорп, Де-Хук та аеропорт Схіпгол)[4].
- № 723 (в один бік — на Ауде-Ветерінг, в інший — на Ньїве-Ветерінг, Аббенес, Бейтенкаг, Ліссербрук і Ліссе)[5].

## Економіка
Вздовж автостради А44 розташовані три промислові зони — De Lasso Zuid, De Lasso Noord та Veenderveld. Також до Рулофарендсвена прилягають дві сільськогосподарські зони.
В центрі села діє торговельний центр Noordplein.
Однією з основних галузей є вирощування тюльпанів — у Рулофарендсвені вирощується 25% усіх тюльпанів Нідерландів, через це село має неофіційну назву «Тюльпану Рандстада». Щороку, у треті вихідні вересня тут проводиться квітковий парад.

## Демографія
Станом на 2012 рік у Рулофарендсвені мешкало 8 275 осіб, з яких 4 130 чоловіків та 4 145 жінок. За віком населення розподіляється наступним чином:
- особи у віці до 15 років — 17%,
- особи у віці від 15 до 25 років — 12%,
- особи у віці від 25 до 45 років — 23%,
- особи у віці від 45 до 65 років — 31%,
- особи у віці старше 65 років — 16%.

З усіх мешканців близько 7% мають іноземне походження, більшість з них — близько 4% — європейці. Серед не-європейців найбільші етнічні групи складали марокканці та суринамці.

## Видатні мешканці
- Фемке Гемскерк — нідерландська плавчиня, олімпійська чемпіонка. Народилася у Рулофарендсвені.
- Клаудія ван ден Хейлігенберг[en] — нідерландська футболістка. Народилася у Рулофарендсвені.
- Боббі Кук[nl] — нідерландська акторка. Народилася у Рулофарендсвені.
- Алекс Турк[nl] — нідерландський художник коміксів. Народився у Рулофарендсвені.
- Карел Роскам[nl] — нідерландський журналіст, радіоведучий і громадський діяч. Народився у Рулофарендсвені.
- Кірстен Вердел[nl] — нідерландська політична діячка. Виросла у Рулофарендсвені.
- Лу Гелс[nl] — нідерландський актор-комік, помер у Рулофарендсвені.
- Йоп Додерер[en] — нідерландський актор, помер у Рулофарендсвені.
- Барт Спрінг-ін-т-Велд[en] — нідерландський журналіст і продюсер. Мешкає у Рулофарендсвені.

## Пам'ятки
На території Рулофарендсвена розташовано 4 національні пам'ятки, серед яких два вітряки, і 14 пам'яток місцевого значення.